# Asia Rugby Women's Championship 2017
L’Asia Rugby Women’s Championship 2017 fu il 10º campionato asiatico di rugby a 15 femminile.
Organizzato da Asia Rugby, esso vide la partecipazione delle stesse due squadre nazionali dell'edizione precedente, Giappone e Hong Kong, che si incontrarono l'8 e il 15 luglio 2017 in due gare con la formula dell’andata e ritorno.
Così come l'anno prima, il torneo non ebbe praticamente storia: il Giappone ipotecò la vittoria finale già nella gara d'andata a Odawara vincendo 58-0 e mettendo a segno 10 mete.
Nel ritorno a Hong Kong le giapponesi si imposero 60-19 confermando così il titolo vinto l'anno precedente.
Per il Giappone si trattò del terzo titolo assoluto e consecutivo.

## Formula
Il torneo si tenne in gara doppia di andata e ritorno tra le due contendenti, in casa di ciascuna di esse.
L'esito del confronto diretto avrebbe determinato la squadra campione.

## Squadre partecipanti
- Giappone
- Hong Kong

## Risultati
| Arbitro: | Mayumi Takahashi |

|                                                                                           |    |  |
| Kurogi 6’, 42’ Hirano 12’ Saito 19’, 40+1’ Suzuki 24’ Nagata 53’, 71’ Kato 56’ Hirano 61’ | mt |  |
| Shimizu 19’, 40+1’, 71’ Nagata 61’                                                        | tr |  |

| Arbitro: | Tim Baker |

|                             |    | |
| Chow 30’ Chong 42’ Sham 58’ | mt | 5’, 36’ Kurogi 17’ Tasaka 20’ Mimura 27’ Saito 45’ Takano 51’ Tsutsumi 62’ Kato 68’ Noda 75’ Oyokawa |
| Poon 30’ Hopewell-Fong 42’  | tr | 5’, 20’, 36’, 45’, 75’ Kurogi                                                                        |

## Classifica
| Pos | Squadra   | G | V | N | P | PF  | PS  | P±  | B | PT |
| --- | --------- | - | - | - | - | --- | --- | --- | - | -- |
| 1   | Giappone  | 2 | 2 | 0 | 0 | 118 | 19  | +99 | 2 | 10 |
| 2   | Hong Kong | 2 | 0 | 0 | 2 | 19  | 118 | -99 | 0 | 0  |